# American Society for Microbiology
Die American Society for Microbiology, abgekürzt ASM (deutsch: Amerikanische Gesellschaft für Mikrobiologie), ist eine Vereinigung von Mikrobiologen mit Sitz in Washington, D.C., Vereinigte Staaten. Die ASM wurde 1899 gegründet und bestand damals aus 59 Mitgliedern.

## Ziele und Aktivitäten
Die Ziele der ASM sind Förderung der Mikrobiologie und ihrer Beachtung in der Öffentlichkeit, der Anwendung der Mikrobiologie zum Wohl der Menschheit sowie der Erweiterung des Wissens auf dem Gebiet der Mikrobiologie.
Die Aktivitäten der ASM bestehen aus
- der Unterstützung von Ausbildung und Fortbildung von Mikrobiologen,
- der Information der Öffentlichkeit auf dem Gebiet der Mikrobiologie,
- Veröffentlichung von Fachzeitschriften und Fachbüchern,
- der Organisation von wissenschaftlichen Konferenzen, Workshops und Kolloquien.

## Gliederung und Mitgliedschaft
Mitglied der ASM kann jeder werden, der Interesse an der Mikrobiologie hat und mindestens einen Bachelorgrad in Mikrobiologie oder einer benachbarten Wissenschaft oder äquivalente Erfahrungen besitzt. Die Anzahl der Mitglieder betrug 2011 mehr als 43.000, davon waren fast zwei Drittel in den USA ansässig und mehr als ein Drittel außerhalb der USA. Die ASM ist die Mikrobiologen-Vereinigung mit den meisten Mitgliedern.
Die Gesellschaft gliedert sich in 27 wissenschaftliche Abteilungen, 35 Lokalgruppen, 6 Ausschüsse, die für Ausbildung, Internationale Angelegenheiten, Kongresse, Mitgliedschaften, Öffentliche und Wissenschaftliche Angelegenheiten und Veröffentlichungen zuständig sind, und die American Academy of Microbiology. Die Leitung besteht aus einem Präsidenten, einem Vizepräsidenten, der den Präsidenten nach dessen Amtszeit ablöst, einem Sekretär und einem Schatzmeister.

## Veröffentlichungen
Die ASM veröffentlicht laufend Fachbücher und regelmäßig erscheinende Fachzeitschriften. Folgende Zeitschriften werden von der ASM herausgebracht:
- Academy Colloquia Reports
- Antimicrobial Agents and Chemotherapy
- Applied and Environmental Microbiology
- Clinicat and Vaccine Immunology
- Clinical Microbiology Reviews
- Eucaryotic Cell
- Infection and Immunity
- Journal of Bacteriology
- Journal of Clinical Microbiology
- Journal of Microbiology and Biology Education
- Journal of Virology
- mBio (eine für jedermann zugängliche, lediglich online veröffentlichte Zeitschrift)
- Microbe (Mitgliederzeitschrift mit Nachrichten und Fachaufsätzen)
- Microbiology and Molecular Biology Reviews
- Molecular and Cellular Biology
- Microbiology Spectrum